# Фрэйтер, Майкл
Майкл Фрэйтер (англ. Michael Frater; род. 6 октября 1982 года, Манчестер, Ямайка) — ямайский спринтер, олимпийский чемпион — 2012 года, 2-кратный чемпион мира в эстафете 4×100 м (2009 и 2011). Личный рекорд на 100 м был установлен 30 мая 2011 года в Лозанне (9,88 с).

## Биография
Родился 6 октября 1982 года в Манчестере, Ямайка. Его старший брат Линдел также занимался лёгкой атлетикой и представлял свою страну на Олимпийских играх 2000 года в Сиднее. Майкл закончил Техасский христианский университет.